# Cleopatra africana
Cleopatra africana é uma espécie de gastrópode da família Thiaridae.
Pode ser encontrada nos seguintes países: Quénia e Tanzânia.
Os seus habitats naturais são: rios e pântanos.